# 금곡중학교 (경기)
금곡중학교(金谷中學校)는 대한민국 경기도 남양주시 금곡동에 있는 공립 중학교이다.

## 학교 연혁
- 1955년 5월 3일 : 금곡중학교 3학급 설립인가
- 1955년 6월 8일 : 개교, 제1회 입학, 초대 김봉산 교장 취임
- 1958년 6월 24일 : 제1회 60명 졸업
- 1977년 3월 1일 : 중. 고 분리
- 1979년 11월 24일 : 신축 교사 이전
- 1982년 7월 25일 : 유도부 창단(선수 25명, 초대 감독 한수희)
- 1992년 5월 30일 : 유도장 신축
- 2007년 9월 6일 : 다목적실 준공
- 2008년 8월 25일 : 직영 급식소 개소
- 2009년 3월 1일 : 특수학급 인가(3학급 인가 1학급 편성)
- 2014년 7월 30일 : 체육관 완공
- 2021년 1월 13일 : 제64회 졸업식(4학급 102명) 누계 17,318명)
- 2021년 3월 2일 : 제67회 입학 3학급 78명
- 2024년 3월 1일 : 제23대 이경희 교장 취임

## 참고 자료
- 금곡중학교 - 한국교육학술정보원 학교알리미